# Ахмед Алауї
Ахмед Алауї (араб. أحمد العاوي, нар. 1949) — марокканський футболіст, що грав на позиції флангового півзахисника, нападника.

## Кар'єра
На клубному рівні виступав за команду «Сеттат».
У складі національної збірної Марокко був учасником чемпіонату світу 1970 року у Мексиці, де Марокко посіло останнє місце в групі, а Алауї взяв участь у двох матчах — проти Болгарії та Перу.